# Bluffy
Bluffy| é uma comuna francesa na região administrativa de Auvérnia-Ródano-Alpes, no departamento de Alta Saboia. Estende-se por uma área de 3,74 km². Em 2010 a comuna tinha 395 habitantes (densidade: 105,6 hab./km²).